# Monestir de Sant Esteve de Khirsa
El monestir de Sant Esteve de Khirsa (en georgià: ხირსის სტეფანწმინდის მონასტერი) és un monestir de l'Església ortodoxa georgiana situat a la regió oriental de Kakhètia, a Geòrgia. La fundació del monestir s'acredita per tradició històrica al monjo Stephen, un dels tretze pares assiris actius al segle vi. L'edifici existent, una església amb cúpula, és el resultat d'una sèrie de reconstruccions entre el 886 i 1822. Està inscrit en la llista dels Monuments Culturals destacats de Geòrgia.

## Història

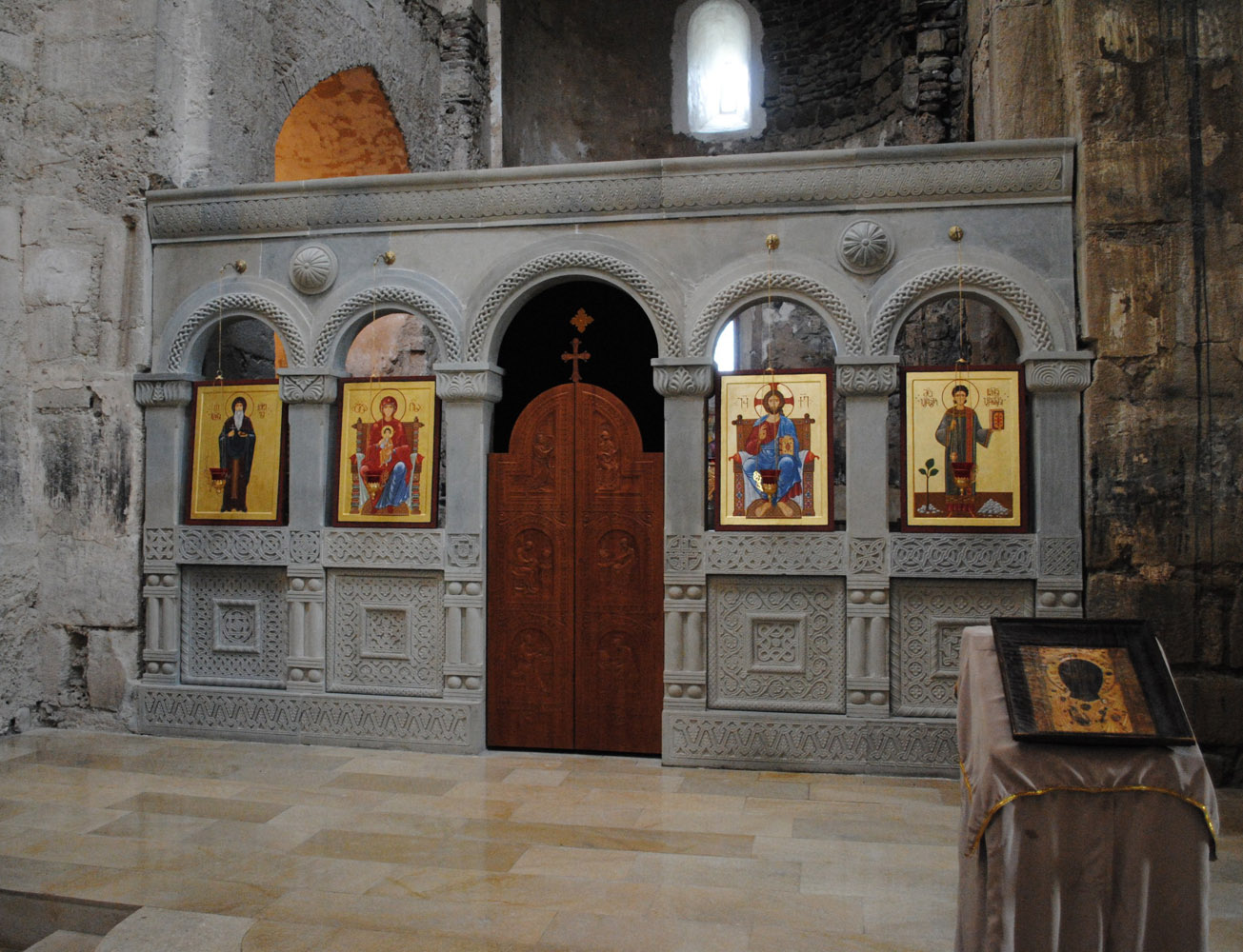
Interior amb la iconòstasi modern

El monestir de Khirsa, dedicat a sant Esteve màrtir, es troba en una zona verda, al corrent del riu Khirsa, al llogaret de Tibaani, del districte de Sighnaghi, de la regió més oriental de Kakhètia (Geòrgia). La fundació del monestir està associada a la tradició georgiana medieval, elaborada en els «himnes» pel clergue del segle xiii Arsen Bulmaisimisdze, amb el monjo Esteve del segle vi, un dels missioners assiris. Se sosté que aquest últim està enterrat al monestir. La basílica originària es va convertir en una església amb cúpula al segle X i es va remodelar més als segles XI i XVI. Finalment, l'església va ser reparada de manera substancial el 1822. En la dècada del 1990, després del col·lapse de la Unió Soviètica, el monestir es va sotmetre a una altra renovació i va ser retornat a l'Església ortodoxa georgiana.

## Descripció

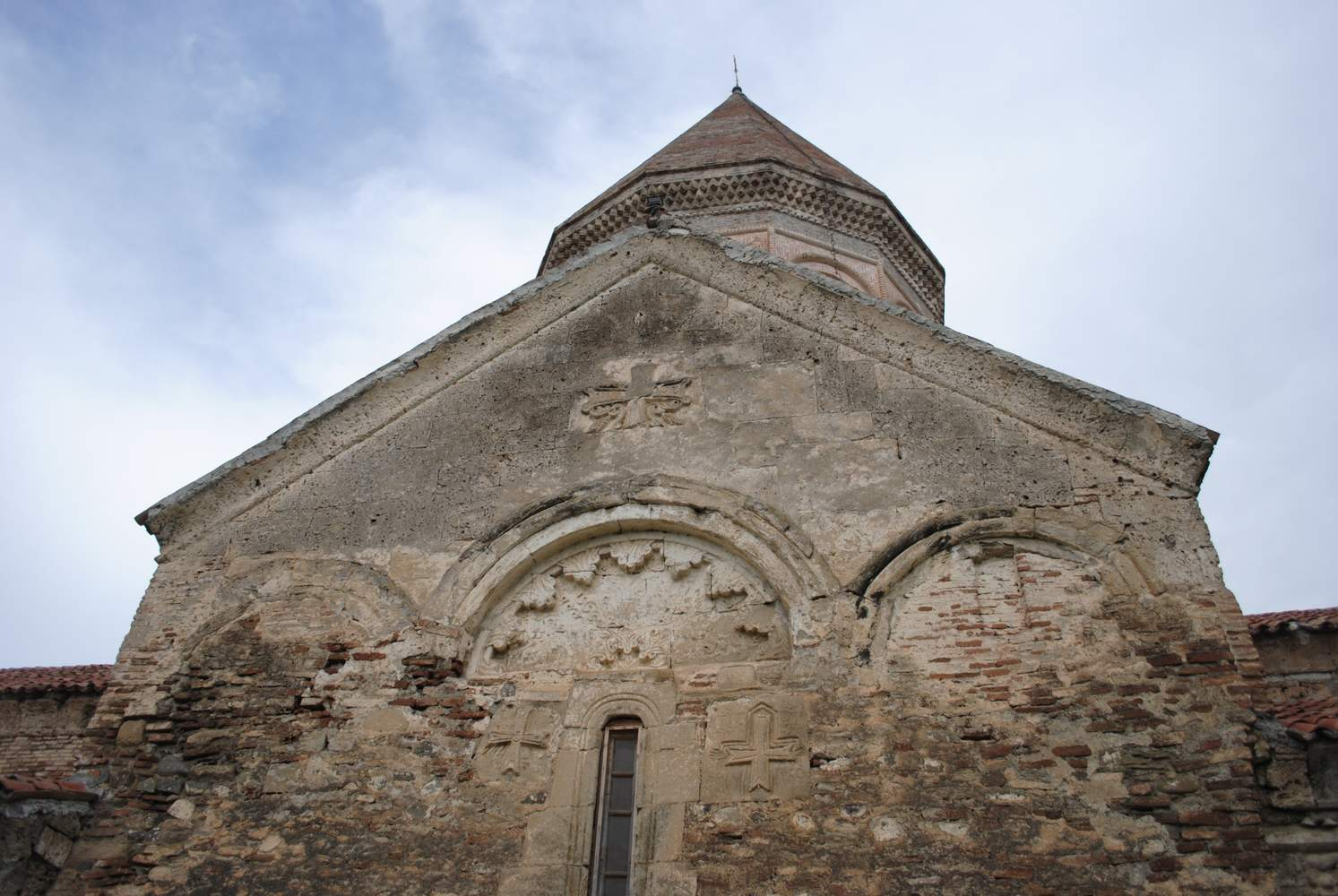
Façana sud

L'església existent, de 41,3 m × 23,4 m i amb una alçada de 15,4 m, està construïda amb llambordins i gres, amb un ús ocasional de pedra calcària. L'interior està dividit per quatre columnes i acaba en un absis en forma de ferradura. L'edifici està rematat amb una alta cúpula cònica construïda en maó i perforada per dotze finestres. Una pedra tornada a utilitzar, col·locada en un arc sota la cúpula, porta una inscripció fundacional en l'alfabet medieval georgià asomtavruli, que conté la data del 886 i el nom ja il·legible d'un cert eristhavi ('duc').
L'església té dues portes, una a l'oest i una altra al sud; aquesta última dona accés a la capella -o eukterion, com se la coneix en el món romà d'Orient- de Sant Nicolau, que està adossada a l'església principal al seu extrem sud-oest. N'hi ha dos eukterions més: a la dreta del santuari principal; a l'extrem sud de l'església, hi ha una capella voltada de la Dormició de la Mare de Déu, i a l'esquerra del santuari, al nord, hi ha una capella que conté la tomba de sant Esteve de Khirsa.

### Façanes
Les façanes estan mancades de molta ornamentació. L'única decoració és un arquitrau sobre la finestra sud, amb tres creus tallades en relleu al seu entorn. Una inscripció al braç esquerre de la creu superior, en escriptura asomtavruli, fa referència a Gagik de Kakhètia (r. 1039-1058), mentre que al braç dret s'esmenta Giorgi, probablement un arquebisbe. Una inscripció, també en asomtavruli, en una creu esculpida a la dreta de la finestra sud commemora el rei Levan de Kakhètia (r. 1520-1574). Sobre la porta oest de l'església hi ha una altra inscripció, executada en escriptura mixta asomtavruli-mkhedruli, i datada el 1822. Va ser col·locada per l'arximandrita Nikepore per commemorar «l'emperador Alexandre I i el seu exèrcit», una referència al tsar rus Alexandre I.
A l'oest de l'església n'hi ha un alt mur de fortificació, atribuït a Levan de Kakhètia. També hi ha un campanar de tres pisos i una casa de dos pisos per a monjos.